# Geča
Geča este o comună slovacă, aflată în districtul Košice-okolie din regiunea Košice. Localitatea se află la altitudinea de 181 m deasupra n.m., se întinde pe o suprafață de 5,48 km2 și în 2017 număra 1.725 de locuitori.

## Istoric
Localitatea Geča este atestată documentar din 1255.

## Demografie
| An:                | 1994 | 2004    | 2014    | 2024    |
| ------------------ | ---- | ------- | ------- | ------- |
| Număr de persoane: | 1295 | 1496    | 1660    | 1898    |
| Diferență:         |      | +15,52% | +10,96% | +14,33% |

| An:                | 2023 | 2024   |
| ------------------ | ---- | ------ |
| Număr de persoane: | 1904 | 1898   |
| Diferență:         |      | −0,31% |